# Красный Буксир
Красный Буксир — посёлок в Среднеахтубинском районе Волгоградской области России. Входит в состав Кировского сельского поселения.

## География
Находится в юго-восточной части региона, в пределах Волго-Ахтубинской поймы, при ерике Гнилой.
Климат классифицируется как влажный континентальный с тёплым летом (согласно классификации климатов Кёппена — Dfa).

### Улицы
| - ул. Абрикосовая - ул. Бахчевая - ул. Вишнёвая - ул. Волжская - ул. Грушевая - ул. Дубовая Роща - ул. Заречная - ул. Зелёная - ул. Кленовая - ул. Краснобуксирская - ул. Лебяжья - ул. Лесная | - ул. Майская - ул. Молодёжная - ул. Набережная - ул. Насыпная - ул. Огородная - ул. Озёрная - ул. Первомайская - ул. Персиковая - ул. Полевая - ул. Придорожная - ул. Речная - ул. Садовая | - ул. Сосновая - ул. Степная - ул. Строительная - ул. Тихая - ул. Трубная - ул. Тупик - ул. Угловая - ул. Цветочная - ул. Центральная - ул. Шоссейная - ул. Энергетиков - пер. Школьный |

## Население
| 2010 |
| ---- |
| 236  |

## Инфраструктура
Основа экономики — сельское хозяйство. 
Медицинский пункт

## Транспорт
Остановка общественного транспорта «Красный Буксир». 